# Хазар (футбольный клуб, Сумгаит)
«Хазар» (азерб. «Xəzər» Sumqayıt Futbol Klubu) — азербайджанский футбольный клуб, Сумгаит. Был основан в 1960 году под названием «Металлург».

## История клуба
Команда 9 раз меняла своё название.
Дважды становилась серебряным призёром премьер-лиги чемпионата Азербайджана.
Игры проводила на 16-тысячном стадионе имени Мехти Гусейнзаде в Сумгаите. В 2004 году из-за финансовых проблем прекратила своё существование.
- 1960 — «Металлург»
- 1961 — «Темп»
- 1963 — «Химик»
- 1964 — «Полад»
- 1974 — «Хазар»
- 1987 — «Восход»
- 1988 — «Хазар»
- 1995 — «Сумгаит»
- 1999 — «Кимьячы»
- 2001 — «Хазар»

## Достижения
- 1992 год — серебряный призёр чемпионата Азербайджана в группе «А» и в общем итоге по результатам двух групп[3]
- 1993 год — серебряный призёр чемпионата Азербайджана в группе «Б»[4]

## Чемпионат Азербайджана
1992 — Премьер-лига — 2 место в группе «А» а также в итоговой таблице
1993 — Премьер-лига — 2 место в группе «Б»
1993/94 — Премьер-лига — 4 место
1994/95 — Премьер-лига — 12 место
1995/96 — Первый дивизион — 1 место
1996/97 — Премьер-лига — 6 место
1997/98 — Премьер-лига — 12 место
1998/99 — Премьер-лига — 11 место
1999/00 — Премьер-лига — 9 место
2003/04 — Премьер-лига — 12 место

## Кубок Азербайджана
1992 — 1/2 финала
1993 — 1/8 финала
1993/94 — 1/4 финала
1994/95 — 1/4 финала
1995/96 — 1/4 финала
1996/97 — 1/4 финала
1999/00 — 1/8 финала
2001/02 — 1/16 финала